# Ludwig Freude
Ludwig Freude (* 1889; † 7. Mai 1956) war ein deutsch-argentinischer Unternehmer. Der Direktor der Banco Alemán Transatlántico (Tochtergesellschaft der Deutschen Bank) gehörte in den 1940er Jahren zu den 10 reichsten Geschäftsleuten Lateinamerikas. Er war Präsident des Deutschen Klubs in Buenos Aires von 1941 bis 1945 und zählt zu den bedeutendsten Nationalsozialisten in Argentinien.

## Biographie
Freude war eng befreundet mit Juan Perón und verhalf ihm im Oktober 1945 zur Flucht. Perón und Evita tauchten damals im Sommerhaus Ostende der Familie unter, um der Ausweisung zu entgehen.
Nach Uki Goñi gab es Gerüchte, dass Freude einen „Nazi-Spionagefonds“ verwaltete. Er „war bereits vor Kriegsende in Finanztransaktionen verwickelt, die Nazivermögen vor dem Zugriff der Alliierten retten sollten“. Für Freude arbeitete auch der NS-Agent Carlos Horst Fuldner, der im Auftrag des Chefs des SD-Ausland Walter Schellenberg die Fluchtmöglichkeiten für NS-Verbrecher in Argentinien auskundschaften sollte und nach 1945 als Agent Peróns die Fluchthilfe organisierte.
Sein Sohn Rodolfo Freude wurde Leiter eines Nachrichtendienstes Peróns, der als Zentrale für die NS-Fluchthilfe nach Argentinien diente.